# Castello di San Pietro in Cerro
Das Castello di San Pietro in Cerro ist eine mittelalterliche Festung in der Gemeinde San Pietro in Cerro in der italienischen Emilia-Romagna. Sie liegt in der Ebene im unteren Ardatal, etwa gleich weit von Piacenza und Cremona entfernt. Sie ist Teil des Kreises der Associazione dei Castelli del Ducato di Parma, Piacenza e Pontremoli.

## Geschichte
Das Baujahr 1491 ist durch den Epigraph in Stein im Innenhof der Burg bezeugt. Sie wurde vermutlich auf den Resten einer älteren Burg aus dem 13. Jahrhundert errichtet, was man an den Spuren eines Grabens und eines Ravelins erkennt. Der Ort war ein Vorposten der Stadt Piacenza gegen die Angriffe der Cremoneser. Die Burg ließ Bartolomeo Barattieri, Sohn von Francesco Barattieri, Rechtsgelehrter und Botschafter, errichten, der das Lehen 1446 von Bianca Maria Visconti, der Witwe von Francesco I. Sforza, erwarb. Die Familie Barattieri, die in Piacenza residierte, behielt die Burg, die ihnen als Landresidenz diente, fast 500 Jahre lang.

## Beschreibung
Das vollkommen aus Mauerziegeln erbaute Gebäude hat einen rechteckigen Grundriss mit Innenhof, versehen mit einer doppelten Loggia aus dem 15. Jahrhundert. Zwei schlanke, zylindrische Türmchen springen an den Ecken der Nordseite vor; der Eingang wird durch den Bergfried geschützt, der noch die Zeichen der „Bolzen“ der Zugbrücke trägt und nach Süden offen ist; vor ihm verläuft eine Allee. Besonders ist der Verschluss der Öffnungen im oberen Teil der Mauer mit „Ventiere“, kippbaren Holztüren.
Die Tatsache, dass die Burg keine Hauptresidenz war, hat dafür gesorgt, das sie bis in unsere Tage in guten Zustand erhalten und wenig daran verändert wurde. Der Umbau in eine Residenz führte zur Verfüllung des Grabens, um einen Garten anlegen zu können, und zum Einbau von Fenstern in die Fassade. Innen sind die Salons mit Fresken versehen, ebenso wie mit Kassettendecken. Darin sind luxuriöse Möbel untergebracht.

## MiM – Museum in Motion

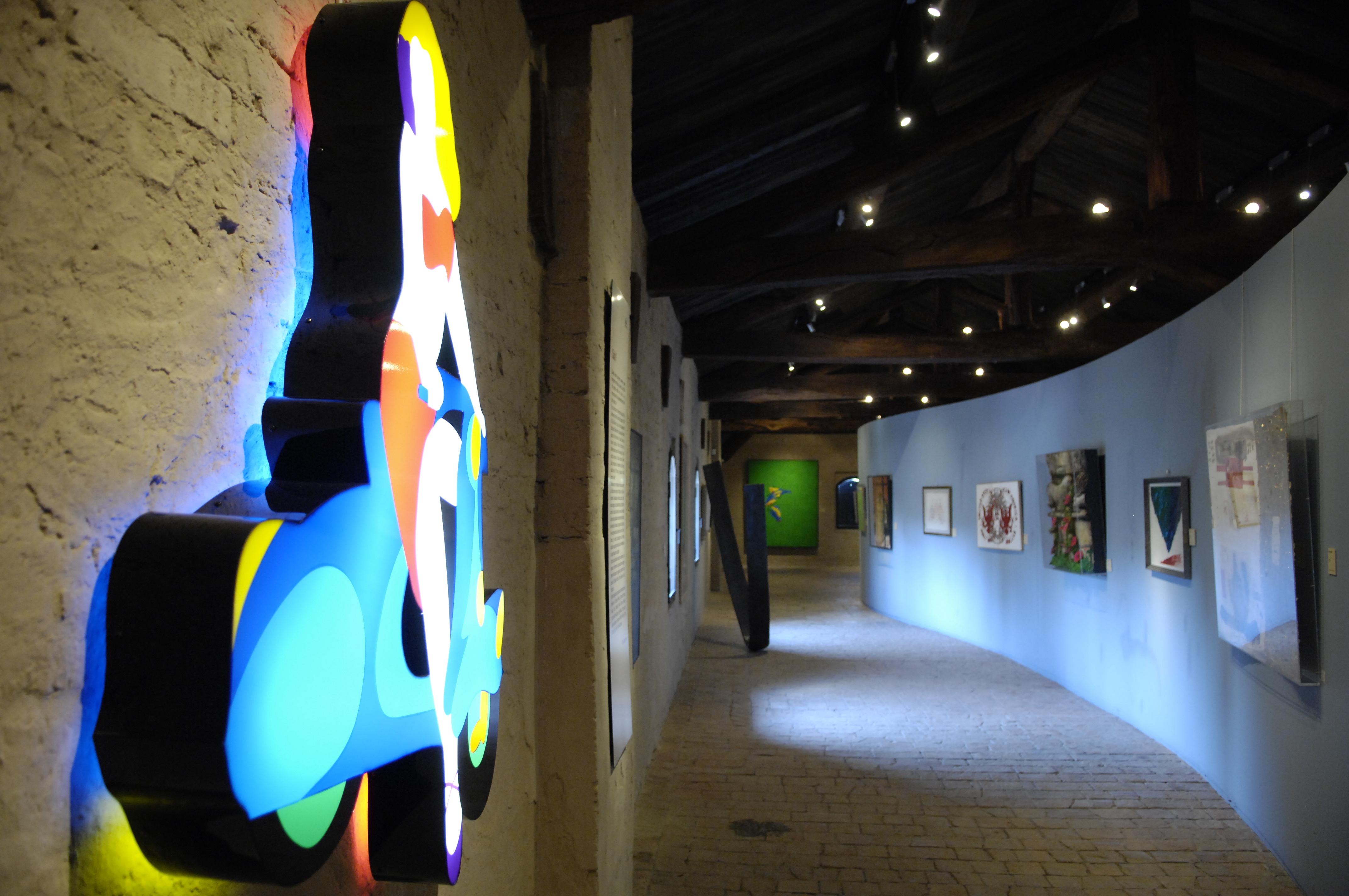
Im MiM

Im Dachgeschoss ist die Ausstellung „Museum in Motion“ untergebracht, in dem Malereien und Skulpturen der Nachkriegszeit von italienischen und internationalen Künstlern ausgestellt sind. Die Künstler aus der Provinz Piacenza nehmen besonders viel Raum ein.